# Белоголовое
Белоголо́вое (бел. Белагало́вае) — озеро в Мядельском районе Минской области Белоруссии. Относится к бассейну реки Страча.

## Описание
Озеро находится в 25 км к северо-западу от города Мядель, в 6,5 км к северо-востоку от деревни Константиново, в 1,5 км к юго-западу от озера Большие Швакшты и в 0,2 км к западу от автодороги Р45.
В западной части в Белоголовое впадает ручей. Из северо-восточной части вытекает ручей, впадающий в озеро Большие Швакшты.
Площадь поверхности озера составляет 0,2 км², длина — 0,7 км, наибольшая ширина — 0,48 м, длина береговой линии — 1,99 м. Наибольшая глубина — 2 м, средняя — 1,04 м. Объём воды в озере — 0,21 млн м³. Высота над уровнем моря — 185,9 м.
Озеро расположено в округлой котловине остаточного типа. Высота склонов составляет 1—2 м. Береговая линия сравнительно ровная. Склоны и берега сильно заболочены. У берегов озера формируются зыбуны. Дно выстлано слоем сапропеля средней мощностью 4,67 м при максимальной 8,2 м.
После проведения мелиорационных работ уровень воды в озере несколько понизился.
В озере водятся щука, окунь, лещ, плотва, уклейка и другие виды рыб.